# Alexandre II (papa)
Alexandre II, nom que Anselm da Baggio (Milà, ? – Roma, 21 d'abril de 1073) va triar quan va ser elegit papa de l'Església catòlica del 1061 al 1073.
A la mort de Nicolau II, la noblesa romana i els bisbes llombards es dirigeixen a l'emperador apliqui el seu privilegi de designar un nou papa. El cardenal Hildebrand, però, futur papa Gregori VII, sense tenir en compte el dret imperial i basant-se en els drets que s'havien aprovat el 1059 al sínode de Melfi sobre l'elecció papal, s'avança i fa elegir papa el bisbe de Lucca, Anselmo di Baggio, que pren el nom d'Alexandre III.
Els consellers d'Enric IV, aleshores d'onze anys, consideren que, segons la Constitutio Lotharii i al Privilegium Othonis, era l'emperador que tenia dret d'aprovar –o no– tota elecció papal. En reacció Enric IV nomena el bisbe de Parma, Pietro Cadalus, com a antipapa que pren el nom d'Honori II.
Però el nomenament de l'antipapa Honori no té suport ni tan sols a Alemanya, la qual cosa provoca el cop d'estat de Kaiserswerth de 1062, per la qual cosa Agnès d'Aquitània, la mare de l'emperador, es veu obligada a cedir la regència als arquebisbes Anno de Colònia i Adalbert de Bremen que intenten un aproximament al papa Alexandre II i van reeixir d'obtenir en el sínode de Màntua de l'any 1064 la destitució i excomunió d'Honori II.
Continua com els seus predecessors, lluitant contra la simonia i el nicolaisme, així com l'enfrontament amb l'emperador del Sacre Imperi, Enric IV, a qui va obligar a mantenir el seu matrimoni amb Berta de Savoia.; i en el que es pot considerar un precedent de la lluita de les investidures, va excomunicar els consellers de l'emperador al considerar-los instigadors de la consagració com a arquebisbe de Milà del candidat imperial.
En la disputa entre les diòcesis de Tarragona i Barcelona sobre la juridicció sobre el monestir de Santes Creus, va atorgar la independència a l'abadia. Per butlla papal va posar el monestir de Valldemaria de Maçanet de la Selva sota la direcció del monestir cistercenc de Sant Feliu de Cadins.
El 1063, va transformar la reconquesta hispànica en guerra santa en concedir indulgència plena als soldats que participessin en la Croada de Barbastre.
Va morir el 21 d'abril de 1073.